# Caspar Gabriel Gröning

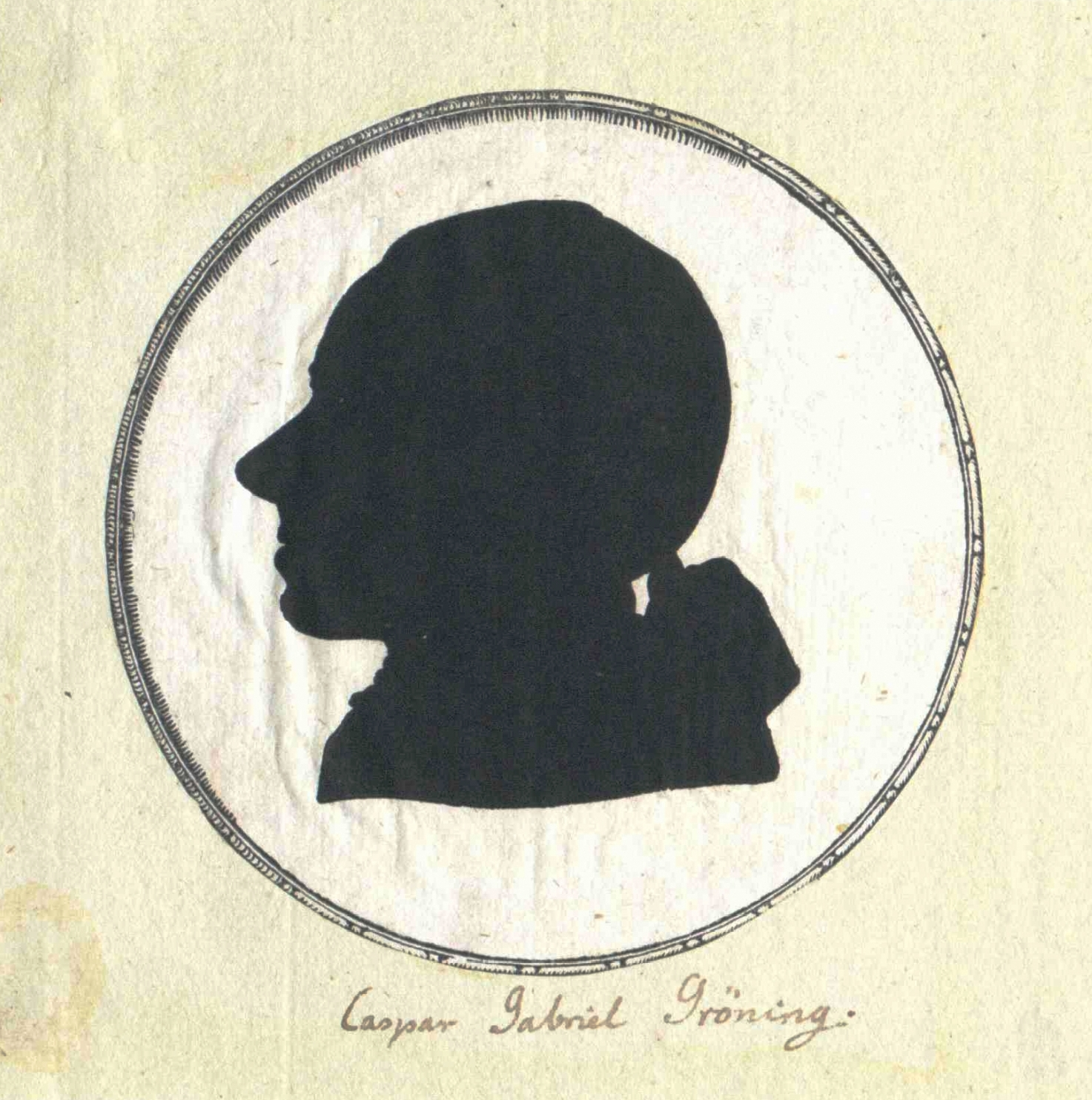
Caspar Gabriel Gröning

Caspar Gabriel Gröning, auch Kaspar Gabriel Gröning (* 26. August 1752 in Wismar; † 15. November 1799 ebenda) war ein deutscher Jurist und Autor.

## Leben
Caspar Gabriel Gröning besuchte die Große Stadtschule Wismar und studierte in Gießen. Er wurde 1778 zum Doktor der Rechte promoviert. Danach war er Advokat am Königlich Schwedischen Tribunal zu Wismar.
Gröning veröffentlichte Übersetzungen aus dem Schwedischen (z. B. von Peter Jonas Bergius oder Carl Peter Thunberg) und gab 1795 das Wismarsche Wochenblatt heraus.